# Томс-Рівер (Нью-Джерсі)
Томс-Рівер (англ. Toms River) — селище (англ. village) в США, в окрузі Оушен штату Нью-Джерсі. Населення — 95 438 осіб (2020).

### Клімат
| Клімат : Томс-Рівер                        | Клімат : Томс-Рівер | Клімат : Томс-Рівер | Клімат : Томс-Рівер | Клімат : Томс-Рівер | Клімат : Томс-Рівер | Клімат : Томс-Рівер | Клімат : Томс-Рівер | Клімат : Томс-Рівер | Клімат : Томс-Рівер | Клімат : Томс-Рівер | Клімат : Томс-Рівер | Клімат : Томс-Рівер | Клімат : Томс-Рівер |
| Показник                                   | Січ.                | Лют.                | Бер.                | Квіт.               | Трав.               | Черв.               | Лип.                | Серп.               | Вер.                | Жовт.               | Лист.               | Груд.               | Рік                 |
| Абсолютний максимум, °C                    | 24,4                | 25,6                | 30,6                | 36,1                | 37,2                | 39,4                | 40,6                | 40,6                | 39,4                | 35,0                | 29,4                | 24,4                | 40,6                |
| Середній максимум, °C                      | 5,0                 | 6,7                 | 10,6                | 16,1                | 21,7                | 26,7                | 29,4                | 28,3                | 25,0                | 19,4                | 13,9                | 7,8                 | 17,8                |
| Середній мінімум, °C                       | −5,6                | −4,4                | −1,1                | 3,9                 | 9,4                 | 15,0                | 17,8                | 16,7                | 12,8                | 6,1                 | 1,7                 | −2,8                | 5,6                 |
| Абсолютний мінімум, °C                     | −31,1               | −31,1               | −20                 | −11,1               | −2,8                | 2,8                 | 6,1                 | 3,3                 | −0,6                | −6,7                | −12,8               | −24,4               | −31,1               |
| Середня кількість сонячних годин на місяць | 155,0               | 155,4               | 201,5               | 216,0               | 244,9               | 270,0               | 275,9               | 260,4               | 219,0               | 204,6               | 156,0               | 136,4               | 2495,1              |
| Норма опадів, мм                           | 100                 | 84                  | 122                 | 103                 | 95                  | 97                  | 117                 | 119                 | 96                  | 99                  | 104                 | 115                 | 1265                |
| Днів з опадами                             | 11                  | 10                  | 11                  | 11                  | 11                  | 10                  | 9                   | 9                   | 8                   | 8                   | 10                  | 10                  | 118                 |
| Днів зі снігом                             | 4                   | 3                   | 2                   | ,5                  | 0                   | 0                   | 0                   | 0                   | 0                   | 0                   | ,2                  | 2                   | 11,7                |
| ------------------------------------------ | ------------------- | ------------------- | ------------------- | ------------------- | ------------------- | ------------------- | ------------------- | ------------------- | ------------------- | ------------------- | ------------------- | ------------------- | ------------------- |
| Джерело: weather.com                       |                     |                     |                     |                     |                     |                     |                     |                     |                     |                     |                     |                     |                     |

## Демографія
Згідно з переписом 2010 року, у селищі мешкало 91 239 осіб у 34 760 домогосподарствах у складі 24 353 родин. Було 43334 помешкання
Расовий склад населення:
| - 89,9 % — білих - 3,6 % — азіатів - 2,7 % — чорних або афроамериканців - 0,2 % — корінних американців - 2,0 % — осіб інших рас |

До двох чи більше рас належало 1,7 %. Частка іспаномовних становила 7,9 % від усіх жителів.
За віковим діапазоном населення розподілялося таким чином: 21,3 % — особи молодші 18 років, 61,4 % — особи у віці 18—64 років, 17,3 % — особи у віці 65 років та старші. Медіана віку мешканця становила 43,0 року. На 100 осіб жіночої статі у селищі припадало 92,3 чоловіків;  на 100 жінок у віці від 18 років та старших — 89,6 чоловіків також старших 18 років.
Середній дохід на одне домашнє господарство  становив 92 709 доларів США (медіана — 71 960), а середній дохід на одну сім'ю — 106 122 долари (медіана — 86 470). Медіана доходів становила 62 969 доларів для чоловіків та 46 813 долари для жінок. За межею бідності перебувало 6,3 % осіб, у тому числі 7,8 % дітей у віці до 18 років та 6,2 % осіб у віці 65 років та старших.
Цивільне працевлаштоване населення становило 43 402 особи. Основні галузі зайнятості: освіта, охорона здоров'я та соціальна допомога — 27,5 %, роздрібна торгівля — 14,8 %, науковці, спеціалісти, менеджери — 9,3 %, будівництво — 8,2 %.